# Starting Over (песня Криса Стэплтона)
«Starting Over» (с англ. — «Начать сначала») — песня американского певца Криса Стэплтона, вышедшая 28 августа 2020 года в качестве первого сингла с его четвёртого студийного альбома Starting Over (2020). В песне использован бэк-вокал жены Стэплтона Морган.

## История
В конце августа 2020 года Стэплтон стёр все свои страницы в социальных сетях. 26 августа он опубликовал загадочное видео, а на следующий день анонсировал трек вместе с другой песней под названием «Watch You Burn», а также объявил, что его следующий альбом будет называться Starting Over. Эта песня является первым синглом Стэплтона после «Millionaire» 2018 года, хотя во время перерыва он сотрудничал с другими артистами, включая Джастина Тимберлейка, Пинк и Джона Мейера. Стэплтон сыграл этот трек во время тура в конце 2019 года. Она была написана им и его товарищем по группе SteelDrivers Майком Хендерсоном.
Стэплтон исполнил песню впервые на церемонии 54-й церемонии Country Music Association Awards.

## Отзывы
Джозеф Худак из Rolling Stone выделил этот сингл, заявив, что он «предназначен для нового дня и, как следует из названия, для нового начала», отметив при этом, что Стэплтон «признаёт, что дорога длинная и трудная, но с близкими на нашей стороне [.. .] мы доберёмся туда, куда идём». Джейсон Липшутц из Billboard назвал её одним из самых важных релизов недели и, ссылаясь на пандемию COVID-19, сказал, что песня «придумана для этого момента, выдоха в середине охваченного тревогой года, когда грубый голос Стэплтона, даёт надежду на лучшее будущее».

## Позиции в чартах
| Чарт (2020—2021)                    | Высшая позиция |
| ----------------------------------- | -------------- |
| Канада (Billboard Canadian Hot 100) | 21             |
| Канада (Billboard Country)          | 3              |
| США (Billboard Hot 100)             | 25             |
| США (Billboard Country Airplay)     | 2              |
| США (Billboard Hot Country Songs)   | 1              |
| США (Rolling Stone Top 100)         | 33             |

| Чарт (2020)                        | Позиция |
| ---------------------------------- | ------- |
| США (Hot Country Songs, Billboard) | 69      |

| Чарт (2021)                        | Позиции |
| ---------------------------------- | ------- |
| Канада (Canadian Hot 100)          | 63      |
| США (Billboard Hot 100)            | 53      |
| США (Country Airplay, Billboard)   | 23      |
| США (Hot Country Songs, Billboard) | 8       |

## Сертификации
| Регион                                                                      | Сертификация  | Продажи   |
| --------------------------------------------------------------------------- | ------------- | --------- |
| Канада (Music Canada)                                                       | 2× Платиновый | 160 000   |
| США (RIAA)                                                                  | Платиновый    | 1 000 000 |
| Данные о продажах + прослушиваниях приведены только на основе сертификации. |               |           |